# فونوبوست

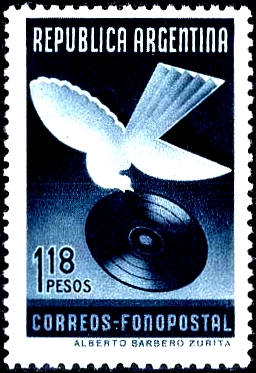
طابع فونوبوست من الأرجنتين عام 1939.

فونوبوست أو بونوبوست كان خدمة بريدية تجريبية في الأرجنتين لتسجيل صوت الشخص وتسليم التسجيل الناتج عن طريق البريد.
عرضت الخدمة في مؤتمر اتحاد البريد في بوينس آيرس عام 1939 وفي وقت لاحق أصدر مكتب البريد الأرجنتيني ثلاثة طوابع لإرسال السجلات.
استخدمت عربات تسجيل متنقلة خاصة لإجراء التسجيلات التي استخدمت أسطوانات جرامافون أسيتات مقاس 8 بوصات وسرعة دوران 78 دورة في الدقيقة.
باعتبارها خدمة معتمدة للاتحاد البريدي العالمي لم تقتصر خدمة فونوبوست على الأرجنتين فقط. إذ يحتوي متحف الاتصالات في هولندا على وحدة فونوبوست مع التسجيلات التي استخدموها في مكاتب البريد من عام 1937 إلى عام 1939 بوجه أساسي لتوفير الفرصة للأشخاص لإرسال رسائل منطوقة إلى أقاربهم في جزر الهند الشرقية الهولندية.

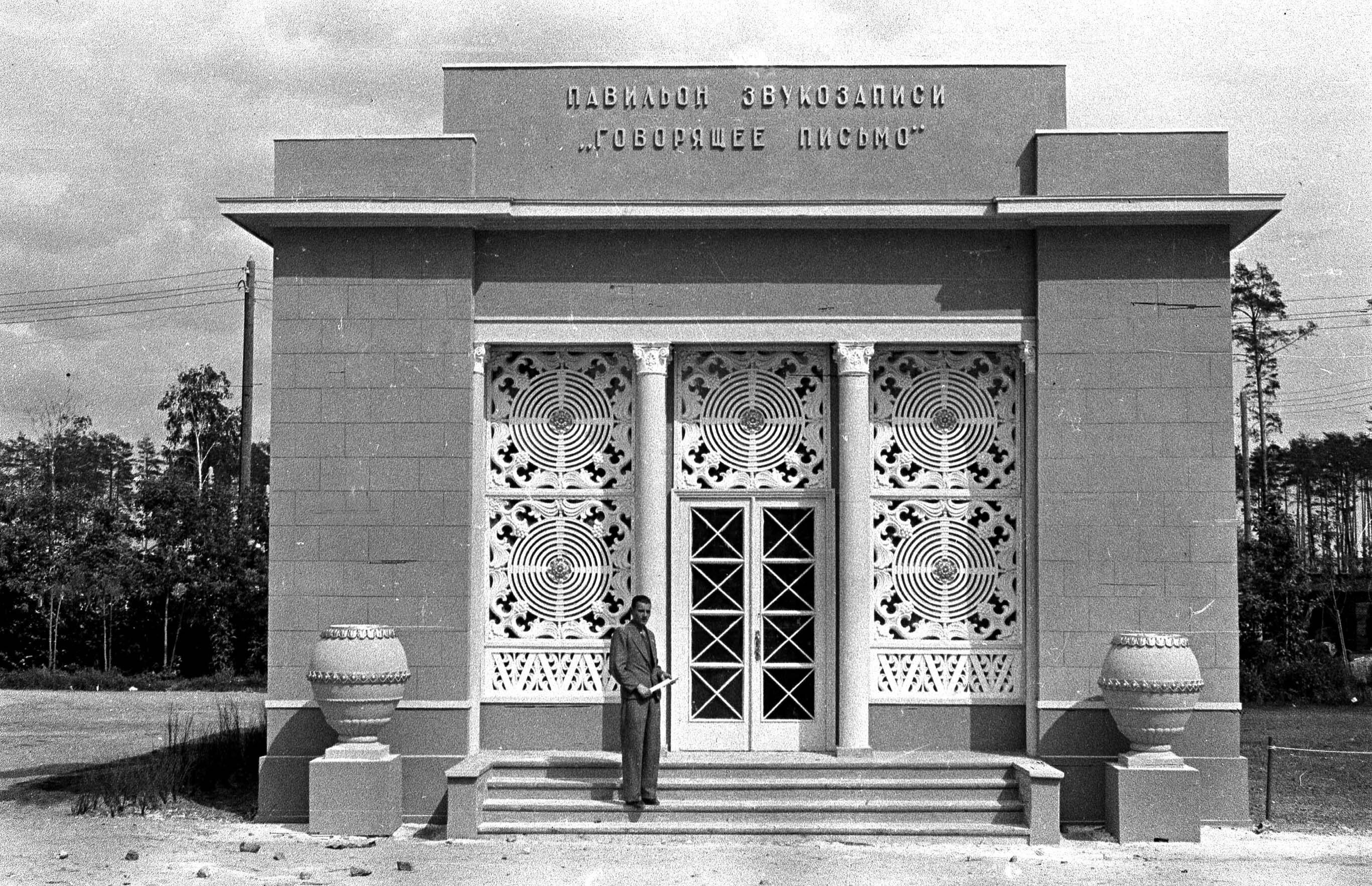
جناح "الرسالة الناطقة" في متحف فاداناخ. كان يقع في ساحة "صداقة الأمم" الحديثة، بالقرب من "مولدوفا" و"أبخازيا" الحديثتين.

أزيل الوضع المعتمد لفونوبوست في مؤتمر اتحاد البريد العالمي في طوكيو عام 1969.

## قراءة إضافية
- بوز، والتر بي إل خدمة الفونوبوست: تقديمها وتطورها في جمهورية الأرجنتين . برن: الاتحاد البريدي، 1945.
- "فونوبوست" بقلم هاري م. كونوايزر في الطوابع ، 6 يوليو 1946.